# Roskilde Kommune (1970–2006)
| Strukturdaten       | Strukturdaten    |
| ------------------- | ---------------- |
| Sitz der Verwaltung | Roskilde         |
| Fläche              | 80,76 km²        |
| Einwohner           | 55.050 (2006)    |
| Kommune seit 2007   | Roskilde Kommune |

Roskilde Kommune war bis Dezember 2006 eine dänische Kommune im damaligen Roskilde Amt auf der Insel Seeland. Seit Januar 2007 ist sie zusammen mit  den Kommunen Gundsø und Ramsø Teil der neuen Roskilde Kommune.